# Jo Bo-ah
Đây là một tên người Triều Tiên, họ là Jo.
Jo Bo-ah (tiếng Hàn: 조보아), tên thật là Jo Bo-yoon, sinh ngày 22 tháng 8 năm 1991) là một nữ diễn viên, người mẫu Hàn Quốc. Cô nổi tiếng nhờ vào bộ phim Shut Up Flower Boy Band, trong vai cô gái giàu có, người có tình cảm với rocker. Năm 2014, Bo-ah ra mắt màn ảnh rộng với vai một thiếu nữ ngây thơ, quyến rũ bị ám ảnh bởi thầy dạy thể dục của mình trong phim gợi tình Innocent Thing. Tiếp theo đó là một vai chính trong bộ phim truyền hình cáp Mỹ nhân ngư, một phiên bản hiện đại của The Little Mermaid để cạnh tranh tại Hàn Quốc. Năm 2020, cô được biết đến nhiều hơn với vai nữ chính trong bộ phim Bạn trai tôi là Hồ Ly đóng cặp với Lee Dong-wook.

## Tiểu sử
Jo Bo-ah sinh ra tại phường Seongnae, quận Gangdong, Seoul, Hàn Quốc trong một gia đình có bố mẹ và một em gái tên Jo Yoo-ah (sinh năm 1995). Cô lớn lên ở thành phố Daejeon. Sau khi tốt nghiệp trường trung học Daejeon Banseok, cô mơ ước trở thành tiếp viên hàng không và thi vào Khoa Hàng không và Du lịch của Đại học Hanseo. Nhưng đến năm 2011 cô lại bén duyên với công việc diễn viên. Bất chấp sự phản đối của cha mẹ, Bo-ah đã nhập học tại khoa Biểu diễn nghệ thuật của Đại học Sungkyunkwan vào năm 2012.

## Sự nghiệp
Jo Bo-ah bắt đầu diễn xuất vào năm 2012, cô có vai diễn chính đầu tiên trong vai một cô gái nhà giàu trước đây phải lòng một rocker trong loạt phim Shut Up Flower Boy Band của đài tvN. Cuối năm đó, cô xuất hiện trong phim truyền hình chiếu mạng đầu tiên của mình với vai phụ trong bộ phim dài tập Horse Doctor của đài MBC.
Năm 2013, Bo-ah và Kim Woo-bin là người dẫn chương trình âm nhạc hàng tuần M Countdown của Mnet trong hai tuần (vào ngày 4 và 11 tháng 4).
Năm 2014, cô đã có được vai diễn điện ảnh đầu tiên trong vai một thiếu nữ ngây thơ, quyến rũ, người bị ám ảnh bởi giáo viên của mình trong bộ phim giật gân lãng mạn Innocent Thing. Trở lại truyền hình cáp, cô đóng vai chính trong loạt phim hài lãng mạn The Idle Mermaid (Mỹ nhân ngư), một phần kể lại hiện đại của Nàng tiên cá lấy bối cảnh giữa môi trường làm việc cạnh tranh của Hàn Quốc. Năm 2015, Bo-ah đã thử sức với một thể loại phim mới với bộ phim thủ tục cảnh sát của OCN The Missing, nơi cô đóng vai một thám tử của đội đặc nhiệm tìm kiếm những người mất tích. Sau đó, cô tham gia cùng dàn diễn viên của bộ phim gia đình cuối tuần All About My Mom của đài KBS, và đóng vai chính trong sê-ri mạng Love Cells 2, chuyển thể từ webtoon cùng tên.
Năm 2016, Bo-ah đóng vai chính trong bộ phim kinh dị trả thù Monster và loạt phim hài lãng mạn Sweet Stranger and Me. Năm 2017, cô tham gia trong bộ phim tình cảm lãng mạn Nhiệt độ của tình yêu, và bộ phim truyền hình hai tập đặc biệt Let's Meet, Joo-oh.
Năm 2018, Bo-ah đóng phim Goodbye to Goodbye, dựa trên webtoon về câu chuyện của hai người phụ nữ. Cô đóng vai một sinh viên đại học phải đối mặt với những thách thức khi làm mẹ đơn thân. Cùng năm, cô tham gia bộ phim hài lãng mạn My Strange Hero. Năm 2020, Bo-ah đóng vai chính trong bộ phim lãng mạn Forest as a doctor. Cùng năm, cô được chọn tham gia bộ phim giả tưởng Bạn trai tôi là Hồ Ly với vai nữ chính Nam Ji-ah. Vào tháng 2 năm 2021, cô ký hợp đồng với KeyEast sau khi công ty cũ hết hạn hợp đồng.
Năm 2021, cô được chọn tham gia bộ phim truyền hình mới về chủ đề quân sự Công tố viên quân sự Doberman phát sóng vào năm 2022 với vai Cha Woo-in, một công tố viên quân đội che giấu tính cách mạnh mẽ của mình. Bộ phim là một trong những phim truyền hình có rating cao nhất trên truyền hình cáp tại Hàn Quốc trong năm.

## Phim đã đóng

### Phim truyền hình
| Năm  | Tiêu đề                                         | Vai diễn        | Kênh     |
| ---- | ----------------------------------------------- | --------------- | -------- |
| 2012 | Cháy bỏng đam mê (Shut Up Flower Boy Band)      | Im Soo-ah       | tvN      |
| 2012 | Koisuru Maison Rainbow Rose                     | Bo-ah           | Tokyo TV |
| 2012 | Horse Doctor                                    | Seo Eun-seo     | MBC      |
| 2014 | Mỹ nhân ngư (Surplus Princess)                  | Kim Ha-ni/Eirin | tvN      |
| 2016 | Người lạ ngọt ngào (Sweet stranger and me)      | Do Yeo-joo      | KBS2     |
| 2017 | Nhiệt Độ Tình Yêu (Temperature of Love)         | Ji Hong-ah      | SBS      |
| 2018 | Bok Soo Trở Về (My Strange Hero)                | Son Soo Jeong   | SBS      |
| 2020 | Forest                                          | Jung Young Jae  | KBS      |
| 2020 | Bạn trai tôi là Hồ Ly (Tale of the Nine Tailed) | Nam Ji-ah       | tvN      |
| 2022 | Công Tố Viên Quân Sự (Doberman)                 | Cha Woo-in      | tvN      |
| 2023 | Tình yêu này bất khả kháng (Destined with you)  | Lee Hong-jo     | JTBC     |

### Phim điện ảnh
| Năm  | Tiêu đề        | Vai diễn     |
| ---- | -------------- | ------------ |
| 2014 | Innocent Thing | Ha Young-eun |

### Chương trình thực tế
| Năm  | Tiêu đề                                      | Kênh | Ghi chú                      |
| ---- | -------------------------------------------- | ---- | ---------------------------- |
| 2012 | Made in U                                    | JTBC |                              |
| 2013 | M! Countdown                                 | Mnet | MC hằng tuần, 4 & 11 tháng 4 |
| 2015 | Running Man                                  | SBS  | Tập 299                      |
| 2017 | Law of the Jungle (chương trình truyền hình) | SBS  | 261-264 (Sumatra-Indonesia)  |
| 2024 | Europe outside your tent: France             | tvN  |                              |

## Liên kết
- Jo Bo-ah trên HanCinema
- Jo Bo-ah trên IMDb